# Dyjsko-mlýnský náhon
Dyjsko-mlýnský náhon är en kanal i sydöstra Tjeckien och nordöstra Österrike.